# (2737) Kotka
(2737) Kotka ist ein Asteroid des Hauptgürtels, der am 22. Februar 1938 von dem finnischen Astronomen Yrjö Väisälä in Turku entdeckt wurde.
Benannt ist der Asteroid nach der finnischen Stadt und Gemeinde Kotka.